# William B. Kannel
William Bernard Kannel (* 13. Dezember 1923 in Brooklyn, New York City; † 20. August 2011 in Natick, Massachusetts) war ein US-amerikanischer Kardiologe und Epidemiologe. Er ist vor allem für seine wissenschaftlichen Arbeiten zur Framingham-Studie bekannt.

## Leben
Kannel studierte kurz am City College of New York Chemie, wurde dann aber als Soldat im Zweiten Weltkrieg einberufen. Später erwarb er einen Bachelor an der University of Florida und schloss 1949 am Medical College of Georgia (University System of Georgia) sein Medizinstudium ab. Im selben Jahr begann er für den United States Public Health Service zu arbeiten, zunächst in Staten Island, New York, ab 1951 für die Framingham-Studie, eine 1948 gestartete, großangelegte Kohortenstudie zu Gesundheit und Krankheit mehrerer Tausend Einwohner des Städtchens Framingham in Massachusetts. 1959 erwarb Kannel noch einen Master-Abschluss an der Harvard School of Public Health. Von 1966 bis 1979 war Kannel – als Nachfolger von Thomas R. Dawber – Direktor der Framingham-Studie, von 1979 bis 1987 deren Forschungsleiter und Professor für Innere Medizin und Gesundheitswissenschaften an der Boston University School of Medicine. Auch nach seiner Emeritierung 1987 blieb er – bis kurz vor seinem Tod – im Rahmen der Studie wissenschaftlich aktiv. Kannel blieb zeit seiner beruflichen Laufbahn Offizier der amerikanischen Streitkräfte, zuletzt im Rang eines Hauptmanns.
Kannel war mit Rita Ruth Lefkowitz verheiratet, das Paar hatte vier Kinder. Kannell starb an Darmkrebs.

## Wirken und Auszeichnungen
Kannell veröffentlichte mehr als 600 wissenschaftliche Publikationen. Die unter seiner Federführung veröffentlichten Ergebnisse und Methoden der Framingham-Studie waren wegweisend für das Fachgebiet der Epidemiologie und verhalfen durch die Identifizierung der wichtigsten Risikofaktoren für Herz-Kreislauf-Erkrankungen einem präventiven Ansatz in der Medizin zum Durchbruch – insbesondere in der Kardiologie. Kannel prägte den Begriff „Risikofaktor“, warnte frühzeitig vor den Gefahren der Hormonersatztherapie und half mit Anschlussstudien, die die Kinder beziehungsweise Enkelkinder der Teilnehmer der ersten Studie einschlossen, auch genetische Risikofaktoren für Herz-Kreislauf-Erkrankungen zu identifizieren.
1975 wurde Kannel mit der Meritorious Service Medal ausgezeichnet. 1976 erhielt er „für seine sorgfältigen epidemiologischen Studien, die kardiovaskuläre Risikofaktoren aufgedeckt haben und wichtige Implikationen für die Verhütung dieser Krankheiten haben“ den Gairdner Foundation International Award. Kannel erhielt Ehrendoktorate der Universität Göteborg, der Universidade Federal do Rio de Janeiro und des Medical College of Ohio.
Kannel gehörte zu den Herausgebern der medizinischen wissenschaftlichen Fachzeitschriften Hypertension, American Journal of Cardiology und American Heart Journal.
Die American Society for Preventive Cardiology und das American Heart Association Council for Epidemiology and Prevention vergeben eine William B. Kannel Memorial Lectureship als wissenschaftliche Ehrung.